# Mohannad Abdul-Raheem
Mohannad Abdul-Raheem Karrar (Bagdá, 22 de setembro de 1993) é um futebolista profissional iraquiano que atua como atacante, atualmente defende o Al-Zawra'a SC.

## Carreira
Mohannad Abdul-Raheem foi convocado para o elenco da Seleção Iraquiana de Futebol nas Olimpíadas de 2016.